# Museo dell'occhiale
Il Museo dell'occhiale, situato a Pieve di Cadore, è dedicato alla evoluzione storica e tecnologica degli occhiali e degli oggetti legati all'ottica, dal medioevo al '900, e alla storia dello sviluppo dell'industria dell'occhiale nel Cadore.  Sono esposti più di 3000 occhiali con i vari accessori, e numerosi strumenti ottici.

## Storia
Nato negli anni '50 da una idea del medico e archeologo Enrico De Lotto, sviluppata e realizzata in seguito da Vittorio Tabacchi, presidente dell'azienda Safilo, il museo è stato inaugurato nel 1990; dal 1996 è gestito dalla Fondazione Museo dell'occhiale Onlus, e dal 2007 è ospitato in una moderna struttura, attigua alla casa natale di Tiziano Vecellio.

## Il Museo
L'esposizione si articola in due percorsi:
- Nascita ed evoluzione dell'occhiale[3]: dai primi esemplari di occhiali senza stanghette, alle montature del 1600, ai primi occhiali da sole, risalenti al 1700, ai pince-nez del 1800. Sono  esposti inoltre gli accessori creati spesso anche con  materiali pregiati: astucci in legno e ottone del '600[4], ventagli con stecche in avorio in cui è dissimulata una piccola lente[5] e tabacchiere in legno, oro e pietre preziose, contenenti piccoli cannocchiali, secondo la moda francese del '700[6]. Di origine francese anche i piccoli occhiali o binocoli da teatro, le lorgnette e i fassamano, e i ciondoli con lente.
Una sezione è dedicata agli occhiali di origine cinese o giapponese, costruiti con materiali e forme particolari, legate alla cultura e alla tradizione orientale[7].
Tra gli occhiali del '900, sono esposti quelli utilizzati e resi celebri dagli attori dal cinema, fino a caratterizzarne il personaggio interpretato[8].
L'ultima parte del percorso comprende gli strumenti ottici, tra cui le lanterne magiche.
- Storia dell'occhialeria bellunese[9]: attraverso immagini d'epoca e documenti si racconta la storia dell'industria ottica nel bellunese, fino ai giorni nostri. Il percorso inizia dal 1878, con la costituzione della Angelo Frescura & C. la prima fabbrica Italiana di occhiali. Era in prossimità del torrente Molinà in località Le Piazze, nel comune di Calalzo di Cadore. Da questa impresa nacque il distretto dell'Occhialeria Bellunese ed Italiano.

Una sala del museo è infine dedicata agli oggetti creati dalla devozione popolare, sempre legati al tema degli occhi e della vista, tra cui alcune pregevoli statue di santa Lucia ed ex voto del XVII e XVIII secolo.